# あまたらすリドルスター
『あまたらすリドルスター』は、seal-QUALIAより2013年11月29日に発売されたアダルトゲームであり、softhouse-sealが立ち上げた新ブランド『seal-QUALIA』の第1作目である。音声ファイルに不具合が生じていたため、2013年12月2日に、およそ1.6GBに及ぶ修正パッチが配布されている。
本作はスマートフォンにも移植されており、萌えAPPストアおよび禁断のギャルゲーより2015年6月30日に全年齢版が配信されたほか、Google Play Storeでも2015年11月20日より配信された。また、iOS版はAppStoreにて2017年1月6日に配信された。
本作は「星空」をテーマとし、『不思議の国のアリス』などの童話をモチーフにした、純愛もののスラップスティック・ラブコメディ作品である。

## あらすじ
退屈な日々を送っていた童本隆也は、ある日幼馴染の有栖結愛から夜のピクニックに行かないかという誘いに乗る。2人はピクニック先で流れ星が町の方に落ちていくのを目撃するが、町は何事もなかったかのように静かなままだった。2人が驚く中、別の流れ星が現れ、結愛は町に落ちてこないように願いをかける。すると、その流れ星は2人の方へ落ち、そこからウサギの耳を生やした白い髪の少女が現れ、町の方へ走り出す。願いが叶ったと喜ぶ結愛は、そのウサ耳少女を追いかけ、隆也もそれについていく。そして2人は、自分たちの学校がファンタジックな城になるという珍妙な光景を目にする。

## 登場人物

### メインキャラクター
童本 隆也（どうもと たかや）
本作の主人公。
有栖 結愛（ありす ゆあ）
声 - 遠野そよぎ
隆也の幼馴染。誰とでも親しくなることができ、不思議な人々ともすぐに親しくなった。
星空を見ることが好きで、オリジナルの星座を作ったり、その星座を基にした小説を書いている。
ココロ・ユーディット
声 - 雪宮あんず
流星群の落下に際し、城と化した学園に現れた謎の少女。流星群の一件以来、城の女王兼学園の生徒会長兼理事長を名乗る。
普段はしっかりしているが、都合が悪くなったり隆也のこととなると弱くなってしまう。また世間知らず故、おかしなことをすることもある。
雪白 みう（ゆきしろ みう）
声 - 小倉結衣
流星群の落下の際に隆也と結愛が目撃した、白髪の少女。二人の存在に気付かずその場を去った翌日に、学園に転校生として現れる。
人見知りで、隆也と結愛以外の人にはなかなか心を開かない。本好きで、隆也とは童話という共通の趣味を持つ。
普段は隠しているが、驚いたりするとウサ耳が飛び出す。
八多 真鳥（はった まどり）
声 - 歩河みぃな
流星群の落下の後、学園の茶道室で隆也と結愛が出会った下級生で、いわゆるボク少女。
いつも帽子をかぶっており、なかなか帽子を脱ごうとしない。
小柄な体格の割に巨乳で、胸を押し付けて隆也があわてるさまを愉しむ。
図書委員だが、茶道部にも時々来る。
愛（あい）
声 - 榊原ゆい
謎のオッドアイの少女。初めて会った隆也に対しては、自らを流れ星と名乗る。それ以降、隆也の前に突然現れ、救いの手を差し伸べる。神出鬼没かつ気まぐれな人物で、なぜか隆也の家で朝食をとることもある。

### サブキャラクター
イル
声 - 萌花ちょこ
ココロのメイド兼兵士であるアンドロイドで、授業を受けるココロの代わりに学園長としての業務を引き受けている。主人に無礼をはたらこうものなら、自らの首を飛ばしたりロケットチョーパンなる技を相手にぶつける。ただし、好物のタルトに関しては、ココロのものであろうと盗んで食べる。
十伊堂 アダム（とおいどう アダム）
声 - 古河徹人
隆也の悪友であるハーフの少年。美貌の持ち主だが、ナルシストで勉強が苦手な上、テンションが上がると変な踊りを踊るなど、かなりの変人である。また、美しいものが大好きで、美しくないものに触れるとじんましんを起こす。
十伊堂 メロディー（とおいどう メロディー）
声 - 夢野なるみ
アダムの双子の妹で、兄同様かなりの間抜け。物知りな兄を尊敬し、兄の悪友である隆也に絡む一方、一人では何もできない。
有栖 梨奈（ありす りな）
声 - 御苑生メイ
結愛の姉。作家をしており、仕事柄街に出ていることが多く、不思議な現象にも詳しい。
穏やかな性格だが、かなりの腐女子でもあり、妹の幼馴染である隆也とその友人であるアダムを題材としたボーイズラブを妄想しては、隆也に迷惑をかけている。
トランプ兵（トランプへい）
声 - なし
ココロが生み出した兵士たちで、学園の警備を担当している。
嘉月（かげつ）
声 - 西岡賢吾
茶道部の部長を務める和装の兎で、普段は茶道部そばの兎小屋に住んでいる。無口且つハードボイルドな性格をしており、隆也からはアニキと呼ばれている。
山根 夢（やまね ゆめ）
声 - ヒマリ
隆也たちのクラスの担任兼茶道部顧問。寝ていることが多いが、柔軟な性格の持ち主で、不思議な出来事に対しても冷静に対処する。

## 主題歌
（出典：、）
オープニング曲「ミラクル☆デイズ」
作詞：島みやえい子 / 作・編曲：新井健史 / 歌：カサンドラ
エンディング曲「星の絆」
作・編曲：新井健史 / 作詞・歌：カサンドラ

## 開発
プロデューサーの産蝶は、アダルトゲーム雑誌「テックジャイアン」2013年11月号に寄せたコメントの中で、今まで自分は抜きゲーを作ってきたため、本作では試行錯誤の連続だったと明かしている。
本作のキャラクターデザインは複数人が手掛けた。
みうは、『不思議の国のアリス』に登場する白ウサギをモチーフとしており、気弱な雰囲気を持ちつつも主人公を含む一部のキャラクターに心を許していることから、表情が暗くなり過ぎないよう心掛けたと、デザインを担当したあにぃはテックジャイアンに寄せたコメントの中で明かしている。
一方、真鳥は小悪魔的なキャラクター造形や、低身長で巨乳といった容姿が、デザイナーのSyrohの好みと一致していたため、デザインをするにあたっては自然とそれを意識したとSyrohはテックジャイアンに寄せたコメントの中で明かしている。